# Premio Municipal de Artes Escénicas de Santiago
El Premio Municipal de Artes Escénicas de Santiago, es una de las distinciones literarias más importantes de Chile. Creado el 5 de febrero de 1934 por la municipalidad capitalina, en un principio se otorgaban premios en los géneros de novela, poesía y teatro (esta última que después pasaría a llamarse Arte de la Representación) y en 2013 nace la categoría de Artes Escénicas.
El premio consiste en la entrega de una suma de dinero, que en 2006 fue de 60 (UTM), para cada género y del diploma correspondiente.

## Lista de galardonados
| Año  | Profesión  | Persona             | Trayectoria | Fotografía |
| ---- | ---------- | ------------------- | ----------- | ---------- |
| 1997 | Actriz     | Marés González      | 50          |            |
| 2002 | Director   | Fernando González   | 40          | —          |
| 2006 | Actriz     | Nelly Meruane       | 52          |            |
| 2013 | Director   | Jaime Lorca         | 40          | —          |
| 2015 | Director   | Ramón Griffero      | 40          |            |
| 2018 | Actriz     | Bélgica Castro      | 77          |            |
| 2018 | Dramaturgo | Alejandro Sieveking | 62          |            |